# Valdepeñas de Jaén (kommun)
Valdepeñas de Jaén är en kommun i Spanien.   Den ligger i provinsen Provincia de Jaén och regionen Andalusien, i den södra delen av landet, 300 km söder om huvudstaden Madrid. Antalet invånare är 4 096.